# TJ Cox
TJ Cox właściwie Terrance John Cox (ur. 18 lipca 1963 w Walnut Creek) – amerykański polityk, członek Partii Demokratycznej.

## Działalność polityczna
Od 3 stycznia 2019 do 3 stycznia 2021 przez jedną kadencję był przedstawicielem 21. okręgu wyborczego w stanie Kalifornia w Izbie Reprezentantów Stanów Zjednoczonych.